# Tylko nie piątek! (serial telewizyjny)
Tylko nie piątek! – polski sitcom młodzieżowy, stworzony przez TVP ABC jako pierwsza polska produkcja fabularna tej stacji. Premiera serialu odbyła się w telewizji Alfa TVP 6 października 2023. Wyprodukowano 26 odcinków, wszystkie zostały zrealizowane w Warszawie w halach zdjeciowych Studia ATM.
8 sierpnia 2023, krótko po rozpoczęciu zdjęć, oficjalnie potwierdzono powstanie serialu

## Fabuła
Akcja sitcomu rozgrywa się w bistro „Rock’n’Roll Edek”. Jej właścicielem jest Edmund - energiczny i bujający w obłokach prawie pięćdziesięciolatek. W każdy weekend angażuje do pracy swojego syna, wielkiego pechowca, Antka. Junior z największą odrazą sprawuje funkcje kelnera, sprzątacza, barmana i każdą inną, jaka się nadarzy. Antek musi też przeciwdziałać nieobliczalnym pomysłom taty, który za wszelką cenę stara się, by „Rock’n’Roll Edek” był najczęściej odwiedzanym przez gości lokalem w mieście. Z pomocą przybywają przyjaciele Antka: marzycielka Hanka i przemądrzały Kazik. Niestety, najczęściej powodują dodatkowe problemy. Sytuację pogarsza przebiegła Wiki, której celem jest przejęcie bistro. Jakby problemów z firmą było mało, jest jeszcze kapryśna Sandra, w której Antek jest beznadziejnie zakochany.

## Obsada
| Aktor               | Rola             |
| ------------------- | ---------------- |
| GŁÓWNA OBSADA       |                  |
| Michał Pietruś      | Antek            |
| Jakub Kamieński     | Edek             |
| Gabriela Chojecka   | Sandra           |
| Jakub Gąsior        | Kazik            |
| Piotr Janusz        | Oskar „Einstein” |
| Dominika Dąbrowska  | Wiki             |
| Maria Rogala        | Hanka            |
| Mateusz Mirczyński  | „Zmywak”         |
| OBSADA DRUGOPLANOWA |                  |
| Tomasz Czaplarski   | Komisarz „Żmija” |
| Marcin Bytniewski   | Napoleon         |
| OBSADA GOŚCINNA     |                  |
| Sławomir Zapała     | Sławomir         |

## Odcinki
| Nr | Tytuł                                | Premiera w Polsce    |
| -- | ------------------------------------ | -------------------- |
| 1  | Rock'n'roll Edek                     | 6 października 2023  |
| 2  | Nie zapomnij o napiwku!              | 6 października 2023  |
| 3  | Pożyczony narzeczony                 | 13 października 2023 |
| 4  | Zagraj to jeszcze raz                | 16 października 2023 |
| 5  | Inwazja porywaczy ciał               | 20 października 2023 |
| 6  | Długi weekend                        | 27 października 2023 |
| 7  | Francuski dla początkujących         | 27 października 2023 |
| 8  | Najśmieszniejszy człowiek na świecie | 13 października 2023 |
| 9  | Nie ta płeć                          | 3 listopada 2023     |
| 10 | Zatańczymy?                          | 3 listopada 2023     |
| 11 | Top model                            | 10 listopada 2023    |
| 12 | O czym marzą klienci                 | 10 listopada 2023    |
| 13 | Odwyk                                | 17 listopada 2023    |
| 14 | Prawie Hollywood                     | 17 listopada 2023    |
| 15 | Jak poderwać faceta                  | 24 listopada 2023    |
| 16 | Labfood                              | 24 listopada 2023    |
| 17 | Skrzydełko czy nóżka?                | 1 grudnia 2023       |
| 18 | Celebryci wojownicy                  | 1 grudnia 2023       |
| 19 | Ostatni seans filmowy                | 8 grudnia 2023       |
| 20 | Wirujący Ex                          | 8 grudnia 2023       |
| 21 | Spróbujmy jeszcze raz                | 15 grudnia 2023      |
| 22 | Młody Einstein                       | 15 grudnia 2023      |
| 23 | Życie to dziwna rzecz                | 22 grudnia 2023      |
| 24 | Noc krasnala                         | 22 grudnia 2023      |
| 25 | W Nowy Rok, nowy krok                | 29 grudnia 2023      |
| 26 | Każdy dzień to piątek                | 29 grudnia 2023      |